# Salköveskút
Salköveskút là một thị trấn thuộc hạt Vas, Hungary. Thị trấn này có diện tích 13,2 km², dân số năm 2010 là 515 người, mật độ 39 người/km².